# Clear (Unix)

Utilización de clear en uxterm de GNU/Linux

clear es un comando estándar del sistema operativo Unix utilizado para borrar la pantalla.
Dependiendo del sistema, clear utiliza la base de datos terminfo o termcap, además de examinar en el entorno el tipo de terminal para poder deducir cómo borrar la pantalla. El comando unix clear no recibe ningún argumento y es más o menos análogo al comando cls de MS-DOS.